# M/Y Steve Irwin
M/Y Steve Irwin är ett fartyg som ägs av den ideella miljöorganisationen Sea Shepherd Conservation Society och används framför allt i deras kampanj mot den japanska valfångstflottan. Steve Irwin byggdes 1975 och tjänstgjorde för Scottish Fisheries Protection Agency under namnet FPV Westra fram till 2003. 
Mellan 2005 och 2007 hette fartyget Robert Hunter, efter kanadensaren Robert Hunter, en av grundarna av Greenpeace. Den 5 december 2007 bytte fartyget dock namn till Steve Irwin för att hedra den avlidne "Krokodiljägaren" Steve Irwin. Irwin hade strax innan sin död övervägt att följa med Sea Shepherd på deras resa till Antarktiska oceanen för att stoppa valfångsten.
Fartyget har varit inblandat i ett flertal incidenter under Sea Shepherds kampanjer. Bland annat när man 2009 kolliderade med det japanska harpunfartyget Yūshin Maru No. 2 när japanerna försökte överföra en val till fabriksfartyget Nisshin Maru. 
Steve Irwin var tidigare registrerad i det brittiska fartygsregistret men efter en japansk förfrågan togs fartyget bort därifrån i januari 2007. Sedan den 8 oktober 2007 är Steve Irwin registrerad i Nederländerna och seglar under nederländsk flagg. 